# Сабинас (муниципалитет)
Сабинас (исп. Sabinas) — муниципалитет в Мексике, штат Коауила, с административным центром в одноимённом городе. Численность населения, по данным переписи 2020 года, составила 64 811 человек.

## Общие сведения
Название Sabinas дано по названию одноимённой реки, которая получила своё название от растущих на её берегах сабиновых деревьев.
Площадь муниципалитета равна 1976 км², что составляет 1,3 % от площади штата, а наивысшая точка — 537 метров, расположена в поселении Эль-Наранхо.
Он граничит с другими муниципалитетами Коауилы: на севере с Морелосом, на востоке с Альенде, Вилья-Унионом и Хуаресом, на юге с Прогресо, на западе с Мускисом и Сан-Хуан-де-Сабинасом.

## Учреждение и состав
Муниципалитет был образован 20 января 1906 года, в его состав входит 94 населённых пункта, самые крупные из которых:
| Код INEGI                  | Населённый пункт                                                                             | Численность населения (2005 год) | Численность населения (2010 год) | Численность населения (2020 год) |
| -------------------------- | -------------------------------------------------------------------------------------------- | -------------------------------- | -------------------------------- | -------------------------------- |
| 028                        | Всего                                                                                        | 53042                            | 60847                            | 64811                            |
| 0001                       | Сабинас (исп. Sabinas) 27°50′56″ с. ш. 101°07′12″ з. д. (административный центр)             | 47933                            | 54905                            | 59196                            |
| 0003                       | Клоэте (исп. Cloete) 27°55′28″ с. ш. 101°10′44″ з. д.                                        | 3977                             | 3930                             | 3447                             |
| 0416                       | Валье-Дорадо (исп. Valle Dorado) 27°38′52″ с. ш. 101°16′19″ з. д.                            | —                                | 804                              | 1188                             |
| 0351                       | Нуэво-Барротеран (исп. Nuevo Barroterán) 27°39′13″ с. ш. 101°16′28″ з. д.                    | 501                              | 605                              | 578                              |
| 0004                       | Гуадалупе-Виктория (исп. Guadalupe Victoria (Pueblo Nuevo)) 27°46′22″ с. ш. 101°01′13″ з. д. | 149                              | 134                              | 106                              |
| 0122                       | Баррио-Сейс (Агухита) (исп. Barrio Seis (Agujita)) 27°53′06″ с. ш. 101°10′03″ з. д.          | 69                               | 67                               | 64                               |
| 0005                       | Пуэнте-Негро (исп. Puente Negro) 27°58′06″ с. ш. 101°00′37″ з. д.                            | 156                              | 125                              | 38                               |
| —                          | Прочие                                                                                       | 257                              | 277                              | 194                              |
| Названия на карте Генштаба |                                                                                              |                                  |                                  |                                  |

## Экономическая деятельность
По статистическим данным 2000 года, работоспособное население занято по секторам экономики в следующих пропорциях:
- сельское хозяйство, скотоводство и рыбная ловля — 3,5 %;
- промышленность и строительство — 40,6 %;
- торговля, сферы услуг и туризма — 53 %;
- безработные — 2,9 %.

## Инфраструктура
По статистическим данным 2010 года, инфраструктура развита следующим образом:
- электрификация: 99,2 %;
- водоснабжение: 99,2 %;
- водоотведение: 95,1 %.

## Фотографии

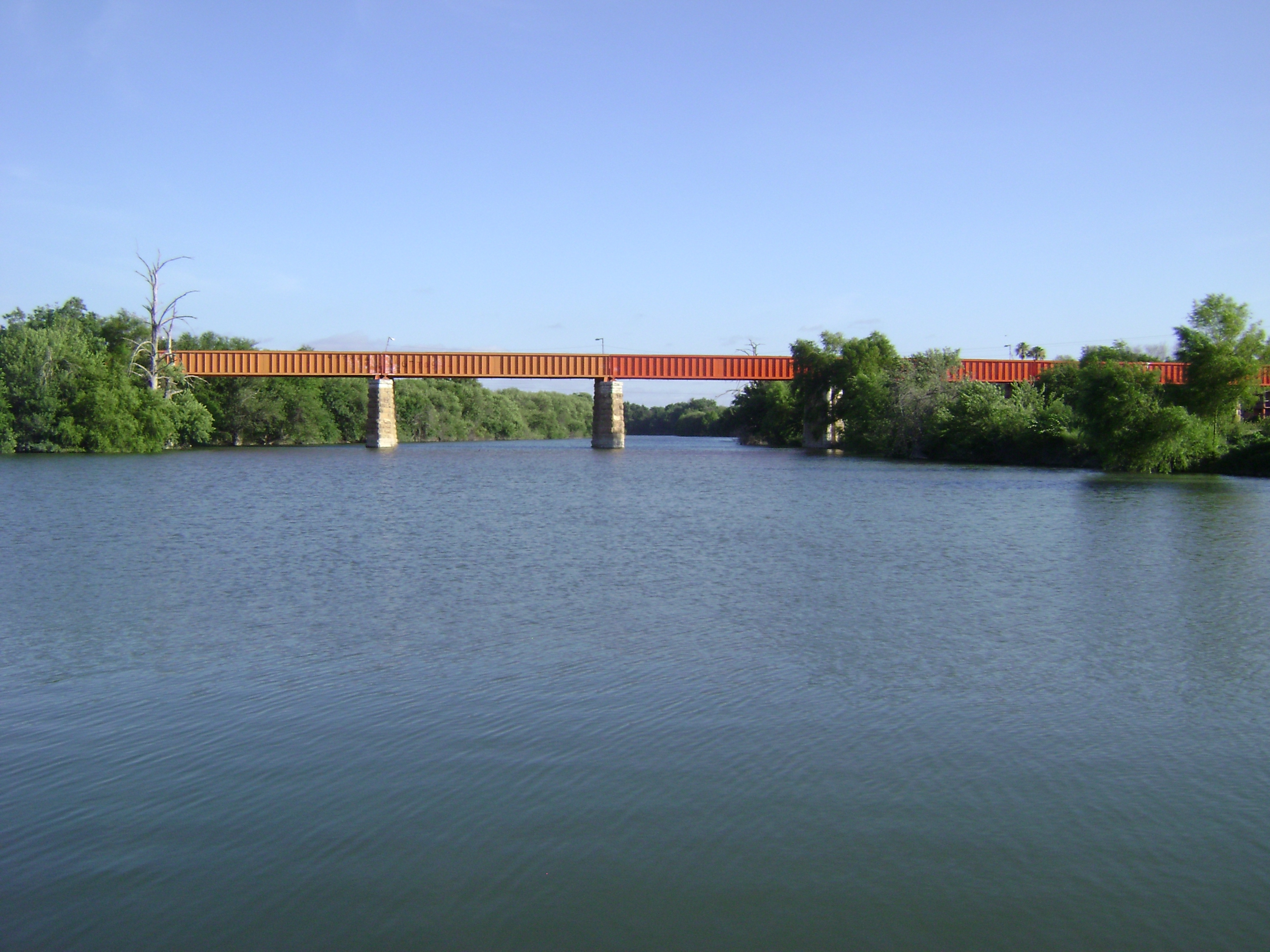
Ж/д мост через реку Сабинас